# Odile Ariane Pahai Langa
Pour les articles homonymes, voir Langa.
Œuvres principales
- Kashana
- Etchebetche ou l'espoir d'une vie

Odile Ariane Pahai Langa est une journaliste, présentatrice télé et écrivaine camerounaise, auteure de six livres.

## Biographie
Odile Ariane Pahai Langa débute son parcours d'autrice en 2014avec la publication de deux livres, Kashana (2024) aux Éditions universitaires européennes et Vaines voir pourpres (2014) aux Éditions du Net.
Ses œuvres traitent des sujets de société tels que le mariage, les croyances ancestrales[réf. souhaitée]. En 2016, l'écrivaine reçoit le Prix Cameroun de la Journée du manuscrit francophone pour l'édition de son livre Etchebetche ou l'espoir d'une vie,, qui traite des émotions de deux personnes suite à l’annonce de leur future union.

## Carrière de journaliste
Odile Ariane Pahai Langa est journaliste web. Elle est également présentatrice sur des chaînes de télévision privée au Cameroun. En 2021, elle assure la présentation de Impact Actu, une émission d'actualité économique, politique et sociale sur la chaîne InfoTV.
En 2020, Odile Ariane Pahai Langa est finaliste de la 1ère édition du Grand Prix Francophilie des medias.

## Publications
- Kashana, Éditions universitaires européennes, 2014, 200 p. (ISBN 978-3838183824).
- Vaines Voir Pourpres, Les éditions du Net, 2014 (ISBN 978-2312032030).

- J'attends la mort de mon père, Edilivre, 2015, 258 p. (ISBN 978-2332993021).
- Épris mais Jeunes, Les éditions du Net, 2015, 162 p. (ISBN 978-2312038254).
- Etchebetche ou l'espoir d'une vie, Les Éditions du Net, 2017, 206 p. (EAN 9782312046426).
- Épris mais Jeunes, Les éditions du Net, 2017, 220 p. (EAN 9782312053806).
- « Rencontres d’arts visuels de Yaoundé », Inter : art actuel, no 125,‎ 2017, p. 80–81 (ISSN 0825-8708 et 1923-2764, lire en ligne, consulté le 10 avril 2025).